# Blondes Have More Fun
Blondes Have More Fun —subtitulado en la parte de atrás como Or Do They?— es el noveno álbum de estudio del cantante británico de rock Rod Stewart, publicado en 1978 por Warner Bros. Records para los Estados Unidos y por el sello Riva en el Reino Unido. A diferencia de sus producciones anteriores, en este incluyó algunos elementos de la música disco lo que se ve con notoriedad en el sencillo «Da Ya Think I'm Sexy?», además este cambio en parte le brindó al disco una gran radiodifusión en las estaciones del todo el mundo, como también un gran recibimiento comercial.
Cabe señalar además que a diferencia de sus álbumes anteriores, solo incluyó un único cover realizado al tema «Standin' in the Shadow of Love» grabado originalmente por el grupo Four Tops.

## Recepción comercial y promoción
Alcanzó la primera posición en los Billboard 200, el primero desde Every Picture Tells a Story de 1971 en obtener dicho puesto en los Estados Unidos. Mientras que en su propio país llegó hasta el tercer lugar de la lista UK Albums Chart. De igual manera se ubicó en lo más alto en las listas musicales de Suecia, Australia, Nueva Zelanda y Canadá. En cuanto a sus ventas, se convirtió rápidamente en uno de sus trabajos más comercializados por aquel entonces, logrando algunos discos de oro y de platino en varios países, principalmente europeos. En los Estados Unidos hasta el momento ha vendido más de 3 millones de copias, equivalente a triple disco de platino y en el Reino Unido ha recibido un disco de platino tras superar las 300 000 copias vendidas, por mencionar algunos.
Por su parte y para promocionarlo fueron lanzados tres sencillos en total; «Da Ya Think I'm Sexy?» en el mismo año y «Ain't Love a Bitch» y «Blondes (Have More Fun)» en 1979. De ellos «Da Ya Think I'm Sexy?» fue el más exitoso ya que se ubicó en el primer lugar de las listas en varios países, entre ellos el Reino Unido y los Estados Unidos, donde además ha vendido más de un millar de copias solo en este último país.

## Lista de canciones
| N.º | Título                                                 | Escritor(es)            | Duración |  |
| 1.  | «Da Ya Think I'm Sexy?»                                | Stewart, Carmine Appice | 5:31     |  |
| 2.  | «Dirty Weekend»                                        | Stewart, Gary Grainger  | 2:37     |  |
| 3.  | «Ain't Love a Bitch»                                   | Stewart, Grainger       | 4:40     |  |
| 4.  | «The Best Days of My Life»                             | Stewart, Jim Cregan     | 4:22     |  |
| 5.  | «Is That the Thanks I Get?»                            | Stewart, Cregan         | 4:32     |  |
| 6.  | «Attractive Female Wanted»                             | Stewart, Grainger       | 4:20     |  |
| 7.  | «Blondes (Have More Fun)»                              | Stewart, Cregan         | 3:47     |  |
| 8.  | «Last Summer»                                          | Stewart, Philip Chen    | 4:07     |  |
| 9.  | «Standin' in the Shadows of Love» (cover de Four Tops) | Holland-Dozier-Holland  | 4:28     |  |
| 10. | «Scarred and Scared»                                   | Stewart, Grainger       | 4:55     |  |

## Posicionamiento en listas semanales
| País           | Lista                 | Posición |
| -------------- | --------------------- | -------- |
| Canadá         | Canadian Albums Chart | 1        |
| Estados Unidos | Billboard 200         | 1        |
| Australia      | ARIA Charts           | 1        |
| Nueva Zelanda  | RIANZ Charts          | 1        |
| Suecia         | Sverigetopplistan     | 1        |
| Japón          | Japan Albums Chart    | 2        |
| Noruega        | VG-lista              | 2        |
| Reino Unido    | UK Albums Chart       | 3        |
| Países Bajos   | MegaCharts            | 3        |
| Alemania       | Media Control Charts  | 9        |
| Austria        | Ö3 Austria Top 40     | 10       |

## Certificaciones
| País           | Organismo certificador | Certificación     | Ventas certificadas | Ref.   |
| -------------- | ---------------------- | ----------------- | ------------------- | ------ |
| Estados Unidos | RIAA                   | 3x Triple platino | 3 000               | [ 7 ]  |
| Reino Unido    | BPI                    | Platino           | 300 000             | [ 8 ]  |
| Hong Kong      | IFPI - Hong Kong       | Platino           | 15 000              | [ 18 ] |
| Francia        | SNEP                   | 2x Doble oro      | 200 000             | [ 19 ] |
| Alemania       | BVMI                   | Oro               | 250 000             | [ 20 ] |

## Músicos
| - Rod Stewart: voz principal y coros - Jim Cregan: guitarra rítmica y coros - Gary Grainger y Billy Peek: guitarra principal - Phil Chen: bajo y coros - Carmine Appice: batería y coros | - Duane Hitchings: pianos, órgano y sintetizadores - Paulinho da Costa y Tommy Vig: percusiones - Roger Bethelmy – batería - Del Newman - arreglos de cuerdas - Nicky Hopkins: piano - Gary Herbing: flauta - Steve Madaio: trompeta - Tom Scott: saxofón tenor - Fred Tackett: guitarras - Mike Finnigan, Max Gronenthal y Linda Lewis: coros - Catherine Allison: piano y coros |